# Большова (річка)
Большова, Польшева — річка  в Україні, у  Коломийському районі Івано-Франківської області, ліва притока  Ключівки (басейн Дунаю).

## Опис
Довжина річки приблизно 6 км. Формується з багатьох безіменних струмків. 

## Розташування
Бере  початок на південно-західній стороні від села Рунгури. Тече переважно на північний схід і на північній околиці Малого Ключіва впадає у річку Ключівку, праву притоку Сопівки.